# Hiratsuka
Hiratsuka (平塚市 Hiratsuka-shi) é uma cidade japonesa localizada na província de Kanagawa.
Em 2003 a cidade tinha uma população estimada em 255 754 habitantes e uma densidade populacional de 3 770,51 h/km². Tem uma área total de 67,83 km².
Recebeu o estatuto de cidade a 1 de Abril de 1932.
Universidade de Tokai, Campus de Shonan.

## Cidades-irmãs
- Hanamaki, Japão
- Takayama, Japão
- Lawrence, Estados Unidos